# Encalypta peruviana
Encalypta peruviana là một loài rêu trong họ Encalyptaceae. Loài này được Broth. mô tả khoa học đầu tiên năm 1921.